# Équipe du Chili féminine de football
Cet article traite de l'équipe féminine. Pour l'équipe masculine, voir Équipe du Chili de football.
Maillots
L'équipe du Chili féminine de football (en espagnol : « Selección femenina de fútbol de Chile ») est l'équipe nationale qui représente le Chili dans les compétitions majeures de football féminin : la Coupe du monde, les Jeux olympiques, le Sudamericano Femenino et les Jeux panaméricains. Elle est gérée par la Fédération du Chili de football.
Son premier match officiel a lieu en 1991. Sa meilleure performance dans une compétition internationale est une deuxième place lors du Sudamericano Femenino 1991 et de la Copa América féminine 2018. Lors de la Copa América féminine 2018 et grâce à son accession en finale, elle obtient sa première qualification en Coupe du monde à l'occasion de l'édition 2019.

## Histoire
Le Chili se qualifie pour la première fois de son histoire pour une phase finale de Coupe du monde à l'occasion de celle disputée en France en 2019. Placée dans un groupe F relevé, les Sud-Américaines sont battues pour leur entrée en lice par la Suède (0-2) grâce à deux buts inscrits en toute fin de deuxième période, après que le match ait été interrompu à cause d'un violent orage. Lors de son deuxième match, le Chili est ensuite battu par les favorites pour la victoire finale, les Etats-Unis (0-3), malgré plusieurs arrêts exceptionnels de la gardienne Christiane Endler ayant évité une déroute à son équipe, notamment en deuxième période. Lors de la dernière journée, les Chiliennes doivent battre la Thaïlande 3-0 afin de faire partie des quatre meilleures troisième qualifiés pour les huitièmes de finale, mais elles ne s'imposent que 2-0. Elles ont notamment raté un penalty décisif à la 86e minute de jeu, le tir de Francisca Lara s'étant écrasée sur la barre transversale.
Les journalistes Javiera Court et Graze Lazcano suivent l'équipe pendant les matchs de préparation de l'équipe jusqu'à leurs matchs de Coupe du Monde et réalisent le documentaire Históricas, sorti en 2021.
Lors des Jeux olympiques d'été de 2020, le Chili est éliminé au 1er tour en finissant dernière du groupe E avec 3 défaites, contre la Grande-Bretagne (0-2), le Canada (1-2) puis contre le Japon, pays hôte de la compétition (0-1). Karen Araya a été la seule buteure chilienne de ces JO, en réduisant l'écart sur penalty en 2e période contre le Canada ; alors que Francisca Lara a cru offrir un avantage décisif à son équipe lors de la dernière rencontre contre les Japonaises à la 70e minute alors que le score était encore vierge, mais la tête de la joueuse du Havre a heurté la barre puis rebondi sur la ligne de but sans la franchir.

## Classement FIFA
| Année               | 2003 | 2004 | 2005 | 2006 | 2007 | 2008 | 2009 | 2010 | 2011 | 2012 | 2013 | 2014 | 2015 | 2016 | 2017 | 2018 | 2019 | 2020 | 2021 | 2022 |
| ------------------- | ---- | ---- | ---- | ---- | ---- | ---- | ---- | ---- | ---- | ---- | ---- | ---- | ---- | ---- | ---- | ---- | ---- | ---- | ---- | ---- |
| Classement mondial  | 51   | 51   | 51   | 53   | 52   | 117  | 48   | 46   | 45   | 45   | 118  | 41   | 41   | 128  | 40   | 38   | 36   | 36   | 37   | 38   |
| Classement Conmebol | 5    | 5    | 5    | 6    | 6    |      | 5    | 4    | 4    | 4    |      | 4    | 4    |      | 4    |      | 4    | 4    | 4    | 4    |

## Parcours du Chili dans les compétitions internationales

### Parcours enCoupe du monde
- 1991 : Non qualifiée
- 1995 : Non qualifiée
- 1999 : Non qualifiée
- 2003 : Non qualifiée
- 2007 : Non qualifiée
- 2011 : Non qualifiée
- 2015 : Non qualifiée
- 2019 : 1er tour
- 2023 : Non qualifiée

### Parcours auxJeux olympiques d'été
- 1996 : Non qualifiée
- 2000 : Non qualifiée
- 2004 : Non qualifiée
- 2008 : Non qualifiée
- 2012 : Non qualifiée
- 2016 : Non qualifiée
- 2020 : 1er tour
- 2024 : Non qualifiée

### Parcours enCopa América féminine
- 1991 :  Finaliste
- 1995 :  3e
- 1998 : 1er tour
- 2003 : 1er tour
- 2006 : 1er tour
- 2010 :  3e
- 2014 : 1er tour
- 2018 :  Finaliste
- 2022 : 5e

### Parcours auxJeux panaméricains
- 1999 : Non qualifiée
- 2003 : Non qualifiée
- 2007 : Non qualifiée
- 2011 : 1er tour
- 2015 : Non qualifiée